# 陸子高

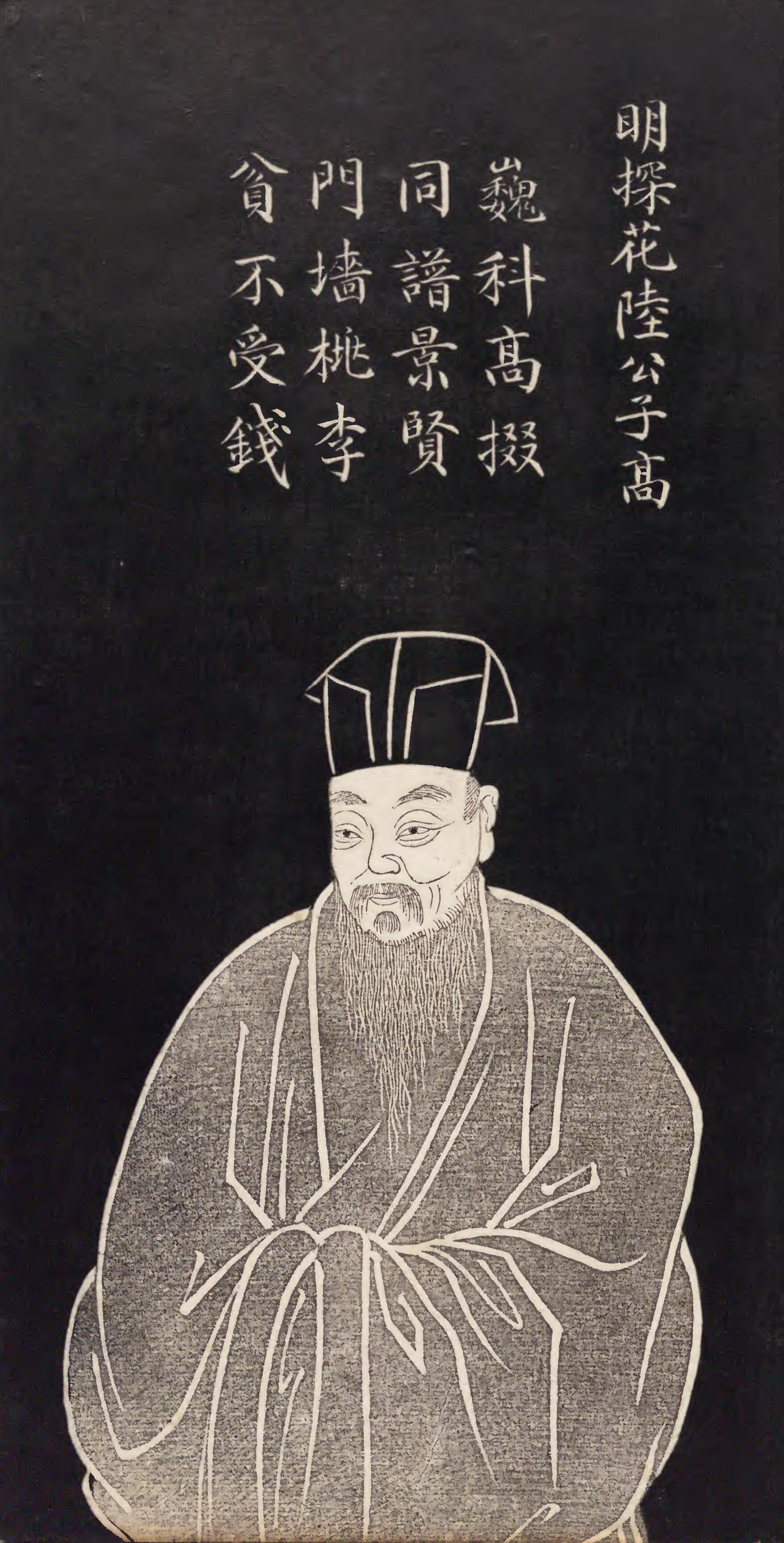
陸子高

陆子高（1354年—1431年），初名冠孝，号甫里，直隶苏州府常熟县（今江苏常熟市）人。明朝贡士。
本长洲县人，赘于同邑孙氏，以常熟籍应洪武二十七年（1394年）会试中式，殿试本居一甲第三名，因对策忤权贵，被以冒籍劾奏。朝廷欲置重典，同榜九十八人拜疏，愿与其同宠辱。明太祖义之，决定仅除名。此后家居著述，享年七十八。